# Serguéi Gabáiev
Serguéi Girshov Gabáiev (n. 1902 - f. 1990 ) fue un botánico ruso, habiendo trabajado extensamente en el Departamento de Mejoramiento Vegetal de San Petersburgo, y en la flora de Rusia. Perteneció a la Academia de Ciencias de Rusia, y entre 1929 a 1932 fue censurado y encarcelado
- La abreviatura «Gabaev» se emplea para indicar a Serguéi Gabáiev como autoridad en la descripción y clasificación científica de los vegetales.[3]